# Microstylum nigrimystaceum
Microstylum nigrimystaceum är en tvåvingeart som beskrevs av Ricardo 1925. Microstylum nigrimystaceum ingår i släktet Microstylum och familjen rovflugor.
Artens utbredningsområde är Moçambique. Inga underarter finns listade i Catalogue of Life.